# Conwentzia pineticola
Conwentzia pineticola är en insektsart som beskrevs av Günther Enderlein 1905. Conwentzia pineticola ingår i släktet Conwentzia och familjen vaxsländor. Arten är reproducerande i Sverige. Inga underarter finns listade i Catalogue of Life.